# Photuris fairchildi
Photuris fairchildi är en skalbaggsart som beskrevs av Barber 1951. Photuris fairchildi ingår i släktet Photuris och familjen lysmaskar. Inga underarter finns listade i Catalogue of Life.